# テイルズ オブ エターニア オンライン
『テイルズ オブ エターニア オンライン』（Tales of Eternia ONLINE、略称：TOEO）は、ナムコにより2006年から2007年まで運営されたWindowsPC用多人数同時参加型オンラインRPG（MMORPG）。『テイルズ オブ』シリーズの1つ『テイルズ オブ エターニア』（以下『エターニア』）と同じ世界観を持つ。

## 概要
シリーズ初のMMORPGとして話題を集めた。またナムコ初のMMORPGでもあった。開発はナムコとドワンゴが提携して共同で行っている。アニメーションムービーはProduction I.Gが制作。テーマソングは伊沢麻未の「やまない雨はない」。
当初は2005年初頭にβテストが行われ、春にはサービスを開始する予定だった。しかし開発が遅れたため2005年7月27日に第1次クローズドβテストが開始された。その後、2006年1月16日から2月5日まで第2次クローズドβテストが行われ、2006年2月16日から28日までの間には、正式サービスに向けてオープンβテスト（プレオープン）が行われた。そして2006年3月3日に正式サービスが開始され、翌年の2007年3月31日に終了。正式サービスは約1年と短期間に終わった。

## システム
戦闘システムはシリーズの「LMBS（リニアモーションバトルシステム）」をオンライン用にカスタマイズしたO-LMBS（オンラインリニアモーションバトルシステム）を採用しており、『エターニア』のものとほぼ同様となっている。『エターニア』との違いを現すものとして「コンボタイマー」がある。『エターニア』でのシステムはタイミングよくボタンを押してコンボを発生させるというものだが、コンボタイマーは最初の攻撃を行った瞬間から減り始め、タイマーが消えるまでの間に連続でボタンを押しコンボを発生させるというものとなっている。
キャラクターが専用の画面上で会話するスキットシステムも再現されており、チャットではキャラクターの表情が表示される。キャラクターの髪型や顔の輪郭、瞳の色など細かく選択できる。
戦闘不能となった場合、経験値が減少するなどのペナルティがあるが、他のキャラクターに「おんぶシステム」で助けてもらい、戦闘不能を回復する教会まで連れて行ってもらうことで回避可能。
システム的にはレベルアップ毎に得たポイントをステータスに自由に割り振るステータス成長制と、クラス制を採用している。

### 職業
本作ではキャラクターを作る際、5つある職業の中から1つを選ぶこととなる。一度決めた職業は変えることはできない。また、職業のスタイルは『エターニア』のパーティキャラクターらの戦闘スタイルに合わせて作られている（フォッグ、チャットは除く）。本項目では、その5つの職業について説明する。
戦士
ベーススタイル：リッド・ハーシェル
常に最前線で戦い、盾で味方への攻撃を防ぎながらも多彩な武器で反撃を行う。剣士と比べるとややHPと防御力が高めの職業。
特技
- 魔神剣：剣圧を飛ばして攻撃する。テイルズ オブ シリーズの看板の一つ。
- 虎牙破斬：ジャンプしながら斬り上げ、そこからさらに斬り下ろしを繰り出す。こちらも有名な技の一つ。
- 裂空斬：弧を描くようにジャンプし、回転しながら斬り付ける。
- 挑発：オンライン版オリジナル技。相手のターゲットを自分に合わせ、味方への被害を減らす。

剣士
ベーススタイル：レイシス・フォーマルハウト、リッド・ハーシェル
戦士と比べると打たれ弱いが、敵をなぎ払う、断トツの破壊力と派手な演出が特徴的。前線向き。
特技
- 散沙雨：多数の突き攻撃を敵に浴びせる。
- 閃空裂破：回転突きで敵を上空に巻き上げ、さらに突きで追撃する。
- 風雷神剣：風圧をまとった突き攻撃を当て、さらに雷撃を浴びせる。

聖晶霊術士
ベーススタイル：キール・ツァイベル、メルディ
回復係。主に後方で味方の支援を行う。前線での戦いには向かない。
特技
- レジスト：一定時間、味方一人の属性防御を上げる。
- リカバー：味方一人の毒･凍結･マヒ･衰弱状態を回復する。
- ナース：看護師が味方全員に救急箱を配る。

魔晶霊術士
ベーススタイル：キール・ツァイベル、メルディ
後方で攻撃魔法や補助魔法でサポートを行う。聖晶霊術士同様、前線に出るべき職業ではない。
特技
- ナイトメア：オンライン版オリジナル技。敵単体の攻撃力を下げる。
- アクアエッジ：水で作られた刃で敵を切りつける。
- ウィンドカッター：敵の周りに突風を起こし、発生したかまいたちで敵を攻撃する。
- ファイアボール：火の玉を相手にぶつける。テイルズ魔法の代名詞。
- シャドウバインド：オンライン版オリジナル技。一定範囲の敵全ての移動速度を下げる。

格闘家
ベーススタイル：ファラ・エルステッド
素早い身のこなしからなる多彩な連携攻撃と、気功を使った回復技が売り。前衛でも後衛でも活躍する。
特技
- 短勁：オンライン版オリジナル技。敵の気にダメージを与え、動きを止める。
- 臥龍空破：アッパーを2発放ち、2発目で自らも飛び上がって相手を飛ばす。
- 飛燕連天脚：空中で3連続の蹴りを放ち、最後にサマーソルトを叩き込む。

## 世界観
世界観はゲームとほぼ同じだが、本作のプレイヤーは全員インフェリア人とされている。
エターニア
物語の舞台。インフェリアとセレスティアの2つの世界が互いに地表を平行に合わせ、その間にオルバース界面を挟んだような形となっている。インフェリアとセレスティアには地球と似たような生活圏があり、動物や人間が暮らしている。また、それ以外にも晶霊という特殊な存在が棲んでおり、全ての生物に対して多大な恩恵をもたらしている。
インフェリア
前記の通り、プレイヤーたちが住む世界。温暖で住みやすい気候である。階級制度があり、身分の区別は首に巻かれているチョーカーで行われているが、幼少時からそれに対応できる教育を施されており、貴族による権力はあるものの何ら不自由は無い。
セレスティア
インフェリアの反対側に位置する世界。約2000年もの間交流が途絶えており、インフェリア内では「野蛮な民族が住む未開の地」と噂されているが、実際にはそのようなことは全く無く、むしろインフェリアよりも文明が栄えている。セレスティア実装前にサービスが終了したため、本作にセレスティアは登場しない。
オルバース界面
インフェリアとセレスティアの間に存在する雲海。界面にはセイファートリングという巨大な物体が浮いており、普段は静かに波打っている。しかし、本作ではゲームと連動しており、異変が発生している。

## 登場キャラクター

### オリジナルキャラクター
ロレッタ
声 - 生天目仁美
14歳 / 身長146cm / 体重38kg
セレスティア人。とある地方領主の娘だがバリルに祖国を滅ぼされ、弟のレニイと共にインフェリアへ逃れる。年齢はメルディより下だが高飛車な性格で、とても真面目。しかし、年相応の部分がよく出る所もしばしば。バリルを打ち倒し、祖国の恨みを晴らすことが夢らしい。武器は銃。
レニイ
声 - 下屋則子
12歳 / 身長150cm / 体重45kg
セレスティア人。ロレッタの弟。同じ理由でインフェリアへ来たが、やる気の無さからかロレッタ程バリルへの恨みは無いらしい。寝顔でクールな性格だが、ロレッタからパシリのような扱いを受けており、いつもリュックを背負って歩いている。また、彼女の命令も絶対。武器は鞭。

## 開発・経緯
ナムコとドワンゴのネットワークゲームに関する話し合いの中で共同開発の話が進展し、開発に至った。なぜ『エターニア』が選ばれたのかということについては、「シリーズでも特に人気が高いこと」「MMORPGとして長い期間続けていくことを検討した結果、世界観的に適していた」と語られていた。

## プロモーション
パッケージ版にはソフトのほか、特別なゲーム内アイテムが手に入るチケットや30日間無料でプレイ可能となるパスポート、トレーディングカード、「スペシャルDVD」が同梱された。スペシャルDVDはProduction I.Gによるムービー、『エターニア』のストーリーを『エターニア』のパーティキャラクターであるリッド（石田彰）、ファラ（皆口裕子）、キール（保志総一朗）、メルディ（南央美）が紹介する「キールとメルディの研究室特別編」などが収録されている。